# Vriesea segadas-viannae
Vriesea segadas-viannae är en gräsväxtart som beskrevs av Lyman Bradford Smith. Vriesea segadas-viannae ingår i släktet Vriesea och familjen Bromeliaceae. Inga underarter finns listade i Catalogue of Life.